# 혈전성 혈소판 감소성 자반증
혈전성 혈소판 감소성 자반증(血栓性血小板減少性紫斑症, thrombotic thrombocytopenic purpura, TTP, Moschcowitz syndrome:822)은 체내 소혈관에서 광범위한 미세 응고를 일으키는 혈액 응고계의 희귀 질환이다.

## 증상
다음의 5가지 기능이 혈전성 혈소판 감소성 자반증을 나타낸다. 대부분의 경우 이들 중 일부는 존재하지 않는다.
- 혈소판 감소증
- 미세혈관병증용혈빈혈
- 환각, 뇌졸중, 두통과 같은 신경학적 증상
- 신부전
- 발열

두통, 실어증, 혼수상태와 같은 신경학적 증상이 환자 중 최대 65%에서 존재한다. 이것은 국소 혈액 공급을 일시적으로 방해하는 혈액 응고의 결과로 인한 것이다.
검사 시 고혈압이 발견될 수 있다.

## 병인
- 원인 불명: 특발성이거나 유전적 활성 이상으로 인해 발병한다.
- 이차성: 암, 조혈줄기세포이식, 임신, 약물(퀴닌, 옥시몰폰 등) 이용, HIV-1 감염에 의한 활성 이상으로 인해 발병한다.

### 유전성

혈전성 혈소판 감소성 자반증은 상염색체 열성 방식으로 유전된다.

## 치료
1990년대 초 이후로 혈장 교환 요법(plasmapheresis)이 TTP의 치료 방법으로 자리잡혔다. 이것은 분리반출법을 통해 환자의 혈장의 제거하고 기증자 혈장(신선냉동혈장)으로 교환하는 교환 수혈이다.

## 역사
혈전성 혈소판 감소성 자반증은 1925년 뉴욕 시 베스 이스라엘 병원에서 Eli Moschcowitz 박사가 처음 기술하였다.